# Špičák u Střezivojic
Přírodní památka Špičák u Střezivojic je malé chráněné území v Chráněné krajinné oblasti Kokořínsko – Máchův kraj. Nachází východně od vsi Střezivojice, která je administrativně částí obce Dobřeň v okrese Mělník ve Středočeském kraji. Přírodní památka leží zhruba patnáct kilometrů km severovýchodně od Mělníka a šest kilometrů jižně od Dubé.

## Předmět ochrany
Chráněné území bylo vyhlášeno 29. května 1979 na rozloze 0,5 ha k ochraně 13 metrů vysoké pískovcové skalní jehly Špičák, prosycené železitými inkrustacemi, které vytvořily na jejím povrchu drobné misky, růžice, římsy a jiné formy. Vrchol jehly má nadmořskou výšku 390 m. Ve smíšeném lesním porostu převažuje buk lesní a habr obecný. Špičák je součástí evropsky významné lokality č. 2549 Kokořínsko, vyhlášené 15. dubna 2005.

## Galerie

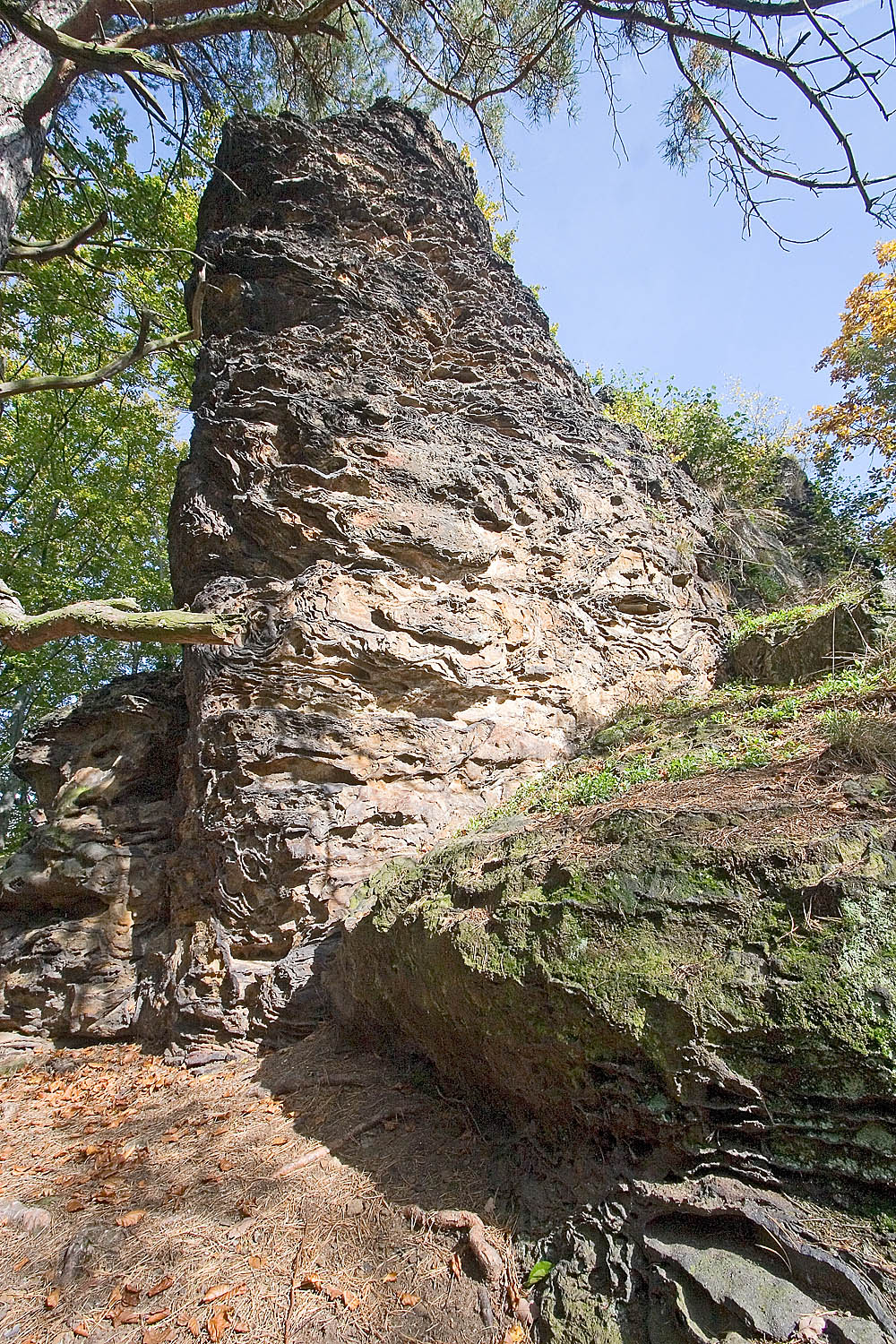
PP Špičák u Střezivojic
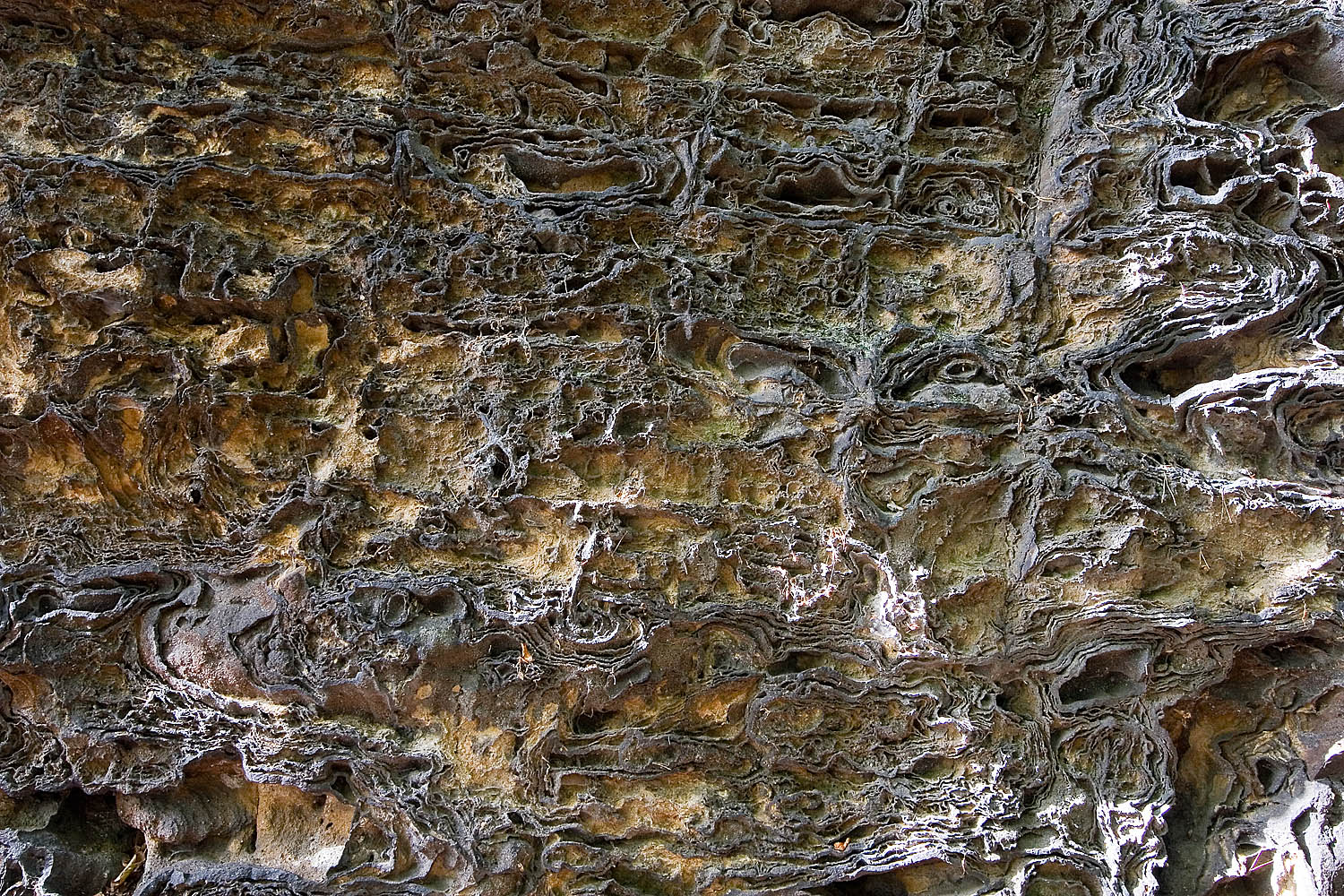
Detail železitých inkrustací skály
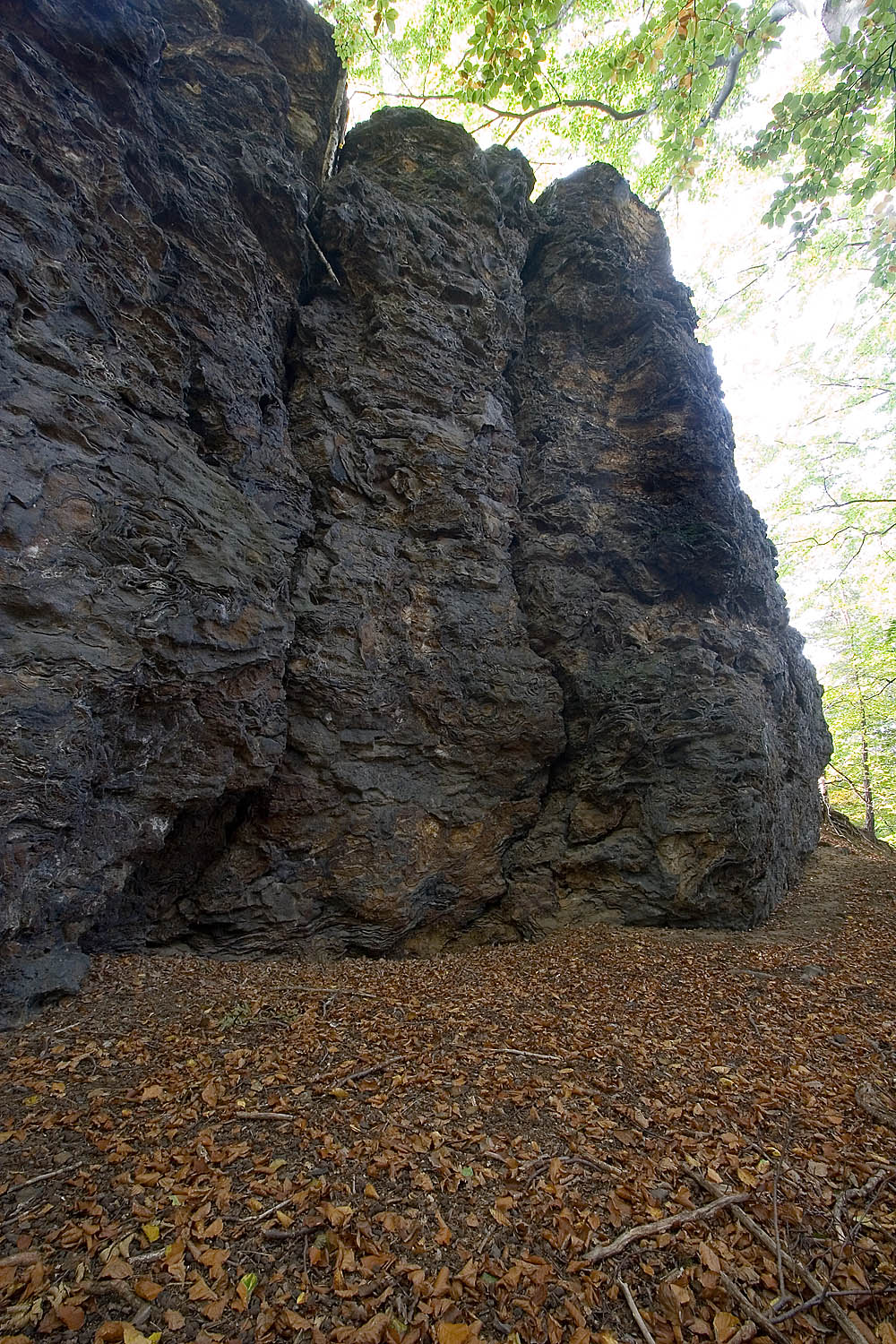
PP Špičák u Střezivojic
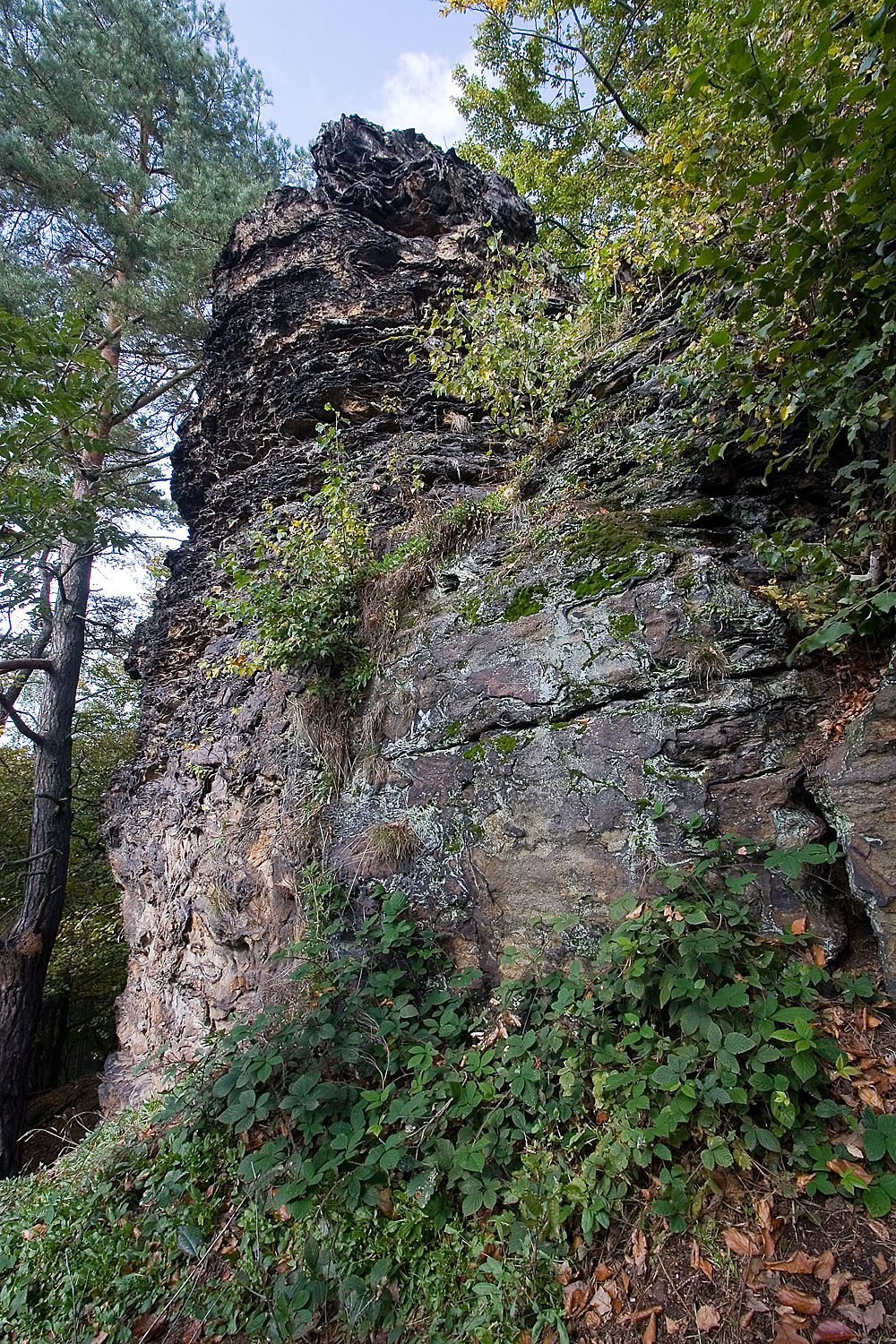
PP Špičák u Střezivojic